# Alice en Leopold
Alice en Leopold is een stripreeks met Denis Lapière als scenarist en Olivier Wozniak als tekenaar. Deze reeks werd uitgegeven door Dupuis.    

## Albums
Alle albums zijn geschreven door Denis Lapière, getekend door Olivier Wozniak en uitgegeven door Dupuis. 
1. De grote witte olifant (1991)
2. De koperen kruisen (1992)
3. De vallei van de groene stenen (1993)
4. De kleine Marie (1994)
5. De dans van de poko (1995)